# Lincoln County, Tennessee
Lincoln County är ett administrativt område i delstaten Tennessee, USA, med 33 361 invånare. Den administrativa huvudorten (county seat) är Fayetteville. 

## Geografi
Enligt United States Census Bureau så har countyt en total area på 1 478 km². 1 477 km² av den arean är land och 1 km² är vatten.  

### Angränsande countyn
- Bedford County - nord
- Moore County - nordost
- Franklin County - öst
- Madison County, Alabama - syd
- Limestone County, Alabama - sydväst
- Giles County - väst
- Marshall County - nordväst